# Rhithrogena germanica
Rhithrogena germanica är en dagsländeart som beskrevs av Eaton 1885. Rhithrogena germanica ingår i släktet Rhithrogena, och familjen forsdagsländor. Enligt den svenska rödlistan är arten nära hotad i Sverige. Arten förekommer i Götaland. Artens livsmiljö är sjöar och vattendrag, våtmarker.

## Bildgalleri

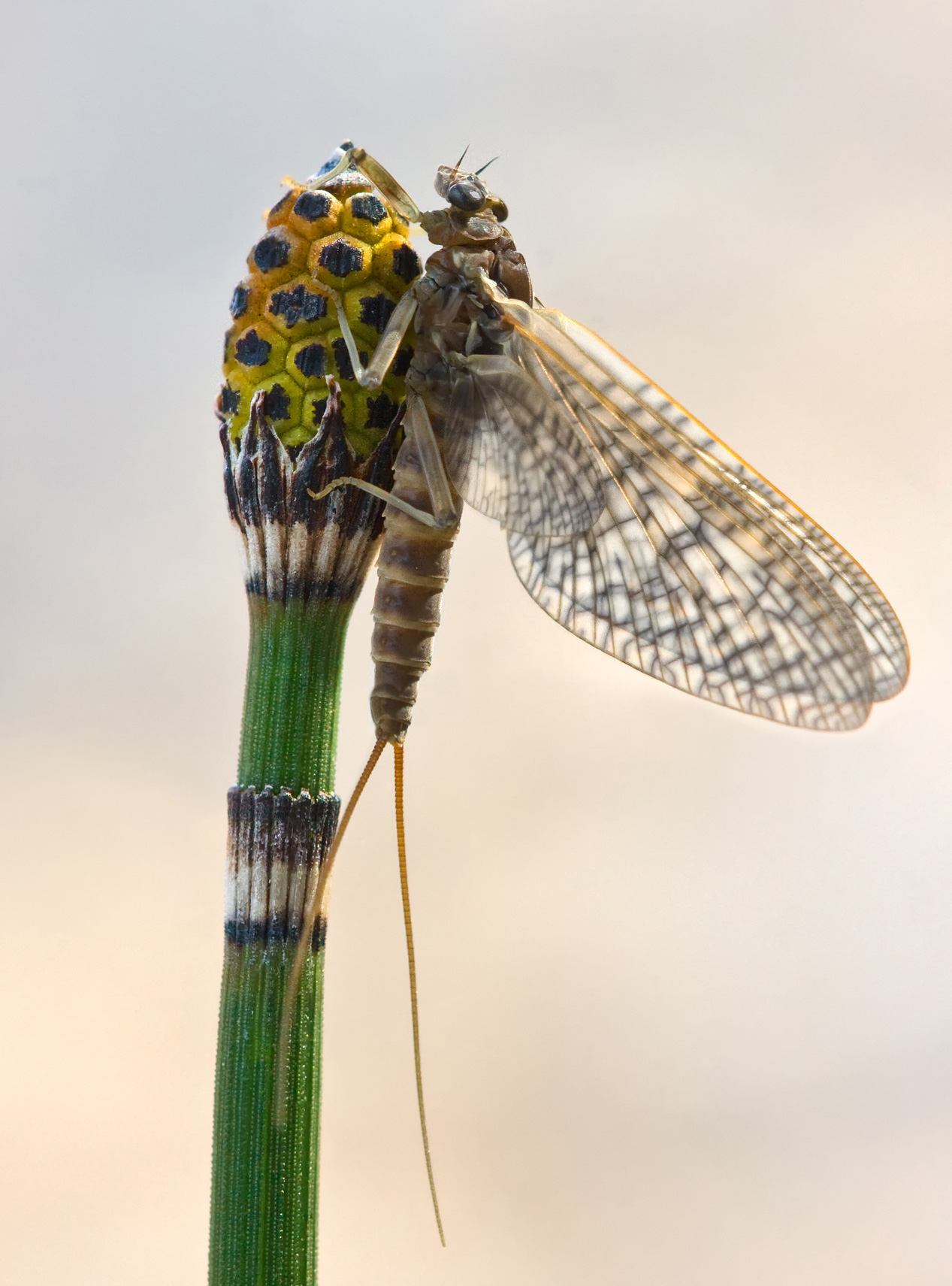
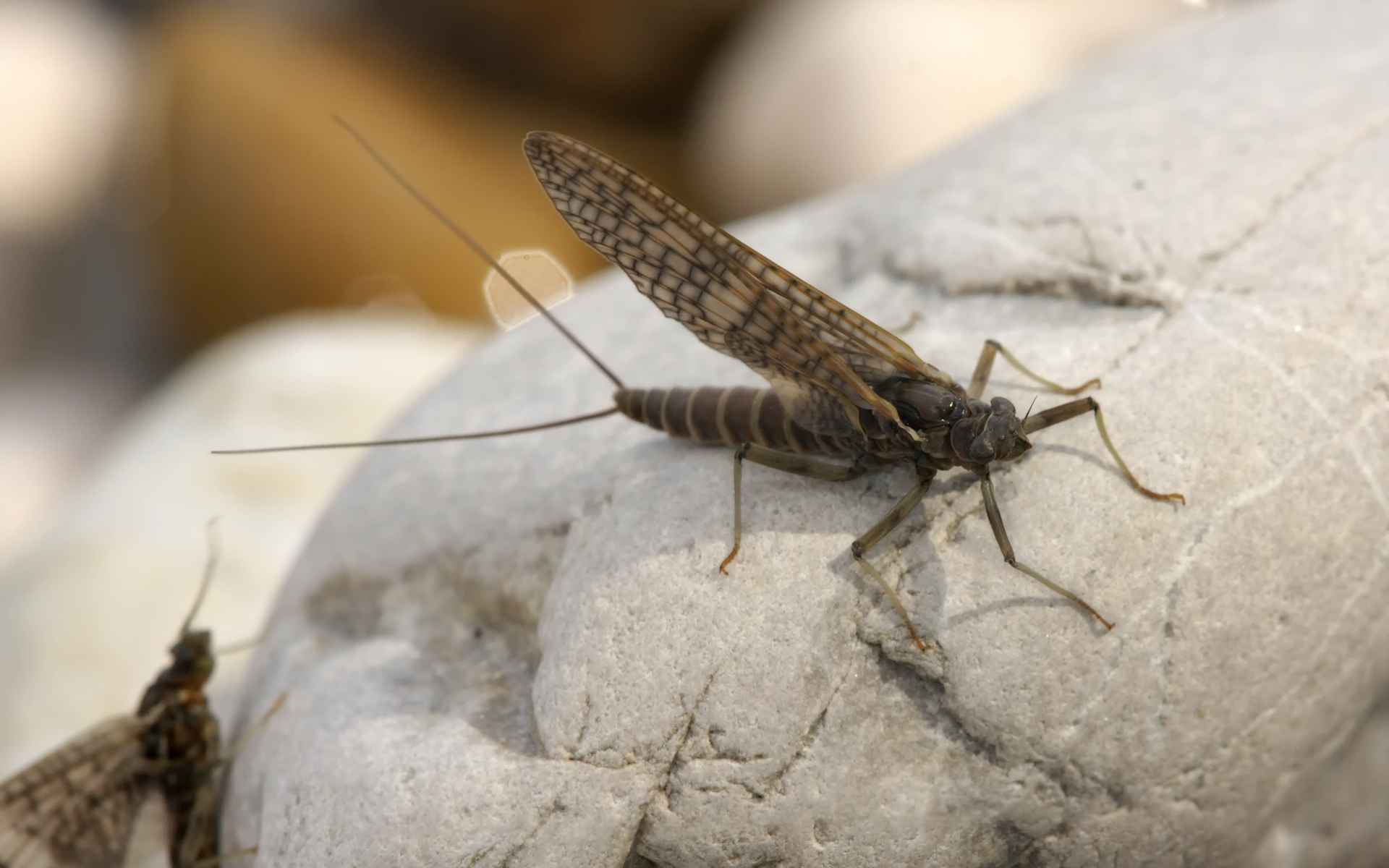
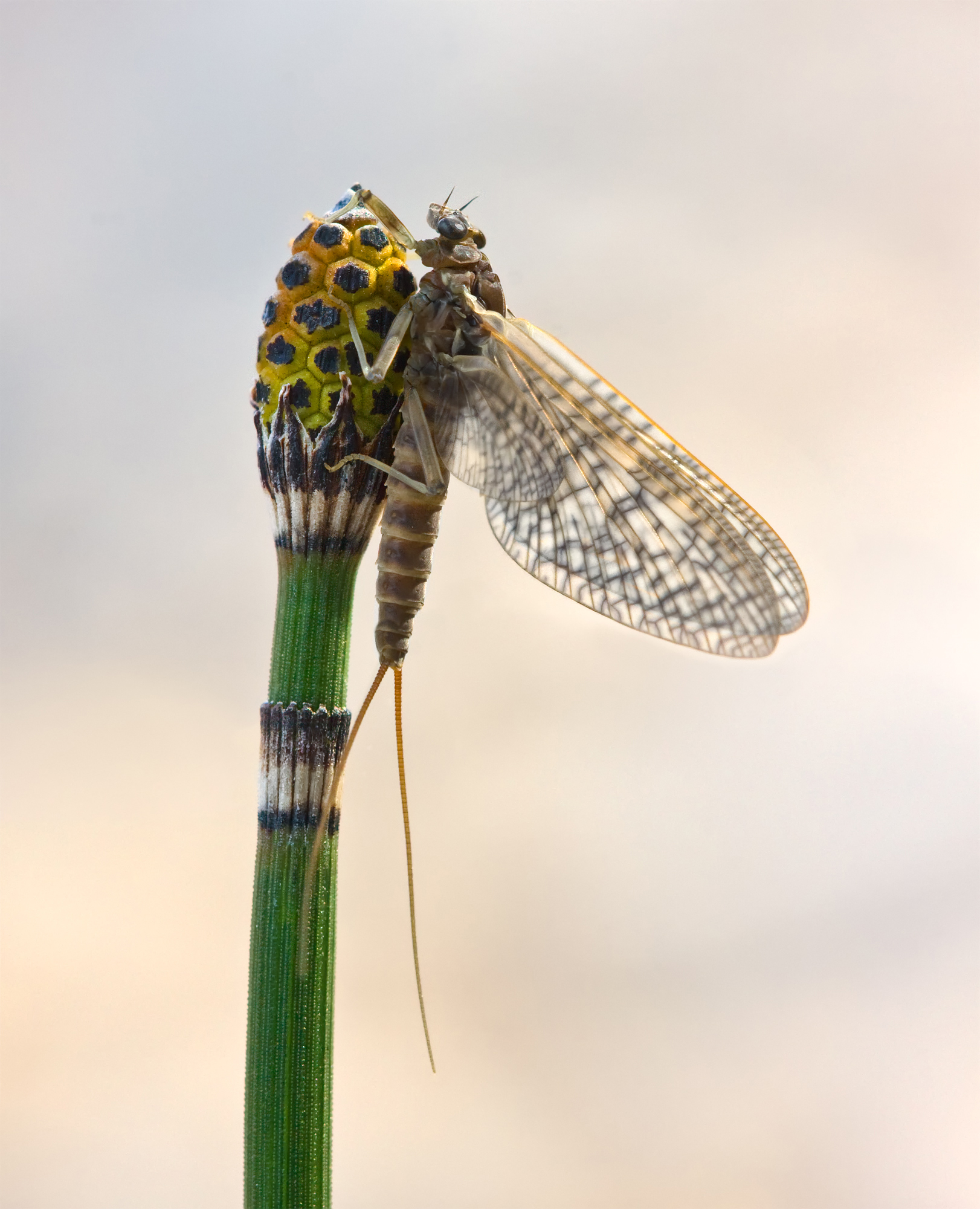
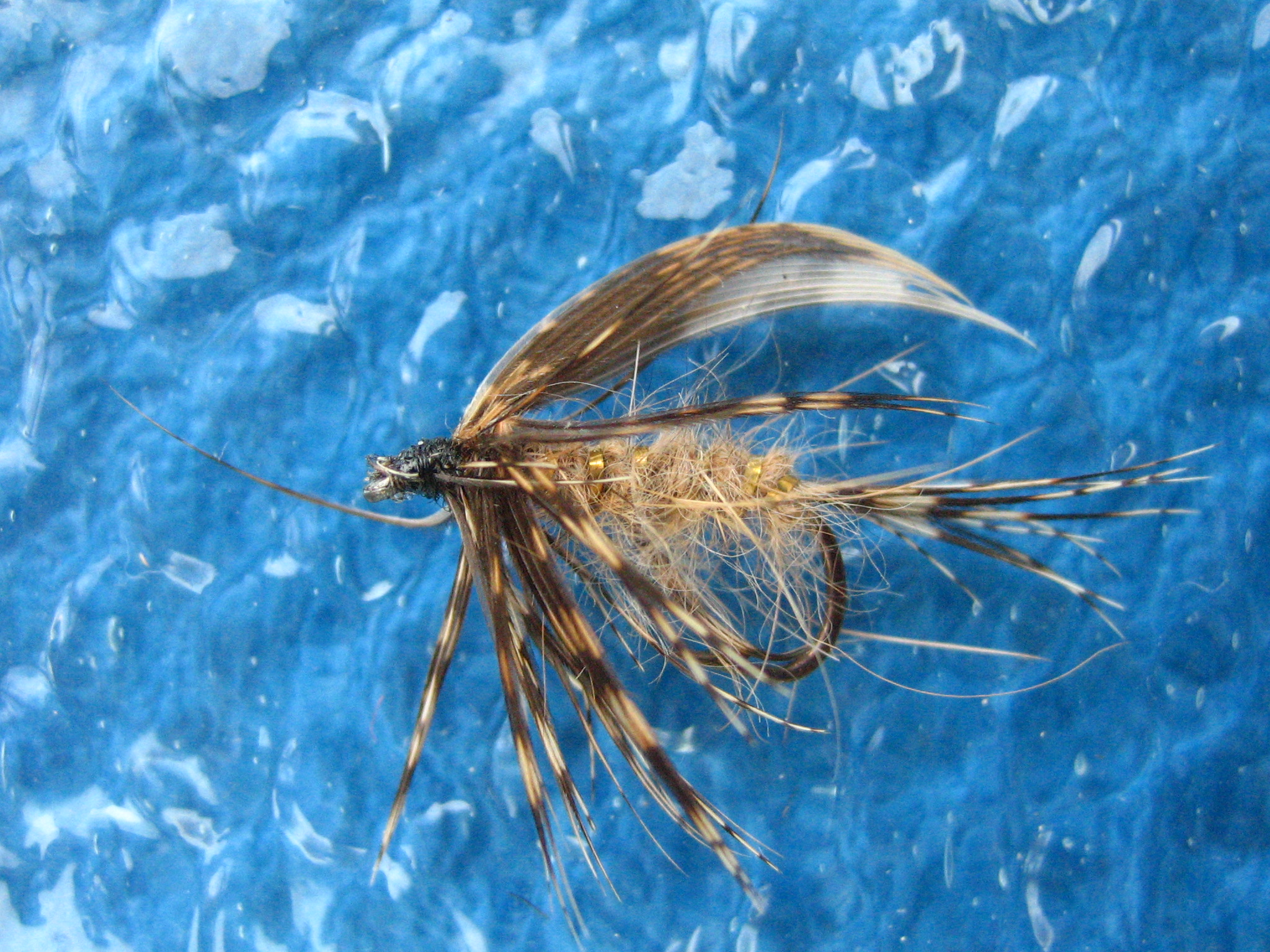